# Raymond Royer
Pour les articles homonymes, voir Royer.
Raymond Royer est un comptable, homme d'affaires et avocat québécois né à Sherbrooke le 30 septembre 1938 et mort le 24 avril 2025.
Il met sur pied la division de transport en commun de la compagnie Bombardier et est le président et chef de l'exploitation de 1986 à 1996.
Il est président de la compagnie papetière Domtar de 1997 à 2008.

## Distinctions
- 1990 : officier de l'Ordre du Canada
- 2005 : officier de l'Ordre national du Québec